# Мальтийская ящерица
Мальтийская ящерица (лат. Podarcis filfolensis) — вид стенных ящериц.

## Описание
Небольшая ящерица. Длина тела до 6,5 см. Длина хвоста превышает длину тела примерно в два раза.
Окраска очень изменчивая и у разных подвидов варьирует от серой и коричневой до зелёной. Вдоль спины обычно проходят три продольных ряда из небольших тёмных пятен неправильной формы. На боках имеется тёмный сетчатый рисунок. Нижняя сторона тела жёлтая, оранжевая или красная. Самцы имеют более яркую окраску, самки в основном коричневатых оттенков.
Ареал вида — Мальтийский архипелаг и Пелагские острова в Средиземном море. Населяет Мальту и прилежащие мелкие острова Фильфла, Гоцо, Линоза, Лампионе и другие.
Обитают ящерицы в зарослях кустарников, на скалах, стенах строений, россыпях камней, встречаются на пашнях, пастбищах, в садах. Сухолюбивый вид.
Питается насекомыми и другими беспозвоночными, поедает также цветы и плоды растений. Для вида отмечен каннибализм.
Размножение изучено слабо. Самцы территориальны и охраняют свой участок от других самцов. Спаривание происходит весной. Самки откладывают 1—2 яйца, из которых в июле—августе вылупляются детёныши.

## Классификация
Несмотря на небольшую территорию обитания вида, выделяют 5—6 подвидов отличающихся окраской и размерами. Каждый подвид обитает на одном или на нескольких соседних островах.
Подвиды:
- Podarcis filfolensis maltensis — обитает на островах Мальта, Гоцо и Комино. Окраска, как правило, зеленоватая, иногда пятнистая.
- Podarcis filfolensis filfolensis — самый крупный подвид, обитает на острове Фильфла. Имеет тёмную черноватую окраску с голубоватыми и зеленоватыми пятнами.
- Podarcis filfolensis kieselbachi — эндемик Островов Святого Павла. Окраска различная: коричневая, серая, с чёрными пятнами и оранжевым брюхом.
- Podarcis filfolensis generalensis — эндемик Грибной скалы на западном побережье Гоцо. Отличается красным брюхом и голубоватыми боками.
- Podarcis filfolensis laurentimulleri — встречается на островах Линоза и Лампионе.

Шестой подвид, как полагают, существует на острове Коминотто.

## Охранный статус
Площадь ареала намного меньше 5 тыс. км², однако виду присвоен охранный статус с наименьшим риском (LC). Численность стабильна, но в некоторых местах сокращается в связи с разрушением местообитаний. Из-за использования острова Фильфла в качестве военного полигона в особенно неблагоприятном положении находится популяция номинативного подвида P. f. filfolensis. По учётам 1968 г. там обитало не более 3000 особей на площади менее 2,5 га. Некоторые другие популяции (например, на острове Лампионе) также могут подвергаться определённому риску, так как их ареал ограничен очень небольшими островами. Часть территории обитания вида является охраняемой зоной.